# Арсенич Дмитро Миколайович
Дмитро́ Микола́йович Арсе́нич (* 27 вересня 1938, с. Нижній Березів, Івано-Франківська область) — український поет, борець проти комуністичної системи у радянський час. Член Національної спілки письменників України. Лауреат премії імені Михайла Павлика. Живе в рідному селі.

## Біографія
Дмитро Миколайович Арсенич народився в селі Нижній Березів, що на Коломийщині, в славній родині митців та поборників України. Тому, уже з дитинства, йому прививалися любов до України, рідного краю, а схильність до мистецтва - стала подальшим життєвим кредо прикарпатського гуцула Дмитра.
Перші життєві та школярські кроки він здобував в рідному селі, а в 1956 році закінчив Середньоберезівську школу на золоту медаль. І, згодом, юнак заповзявся до праці на різних роботах в Яблунівському лісництві, з 1959 року — на Ворохтянському лісозаводі. В 1964 році він перебрався до Коломиї й працював на заводі «Коломиясільмаш».

## Творчі набутки
За свої творчі звитяги, Дмитро Арсенич отримав літературно-митецьку премію імені Михайла Павлика. Він є автором 6 збірок віршованої лірики:
- «Відбитки часу» (збірка поезій)
- «Намисто колібрі» (збірка поезій)
- «Стозвуки» (збірка поезій)
- «Літо-літечко» (збірка поезій)
- «П'ять витоків» (збірка поезій)
- «Постріли з лука» (книжка афоризмів)
- «Гра» (збірка поезій) Косів: Писаний Камінь, 2011 – 56 ст.

Крім того, Дмитро Арсенич друкує численні історичні та публіцистичні розвідки про громадських діячів краю в місцевій періодиці і виступає з публіцистично-критичними статтями на злободенні питання часу.